# Opernhaus Halle
L'Opernhaus Halle è un teatro d'opera sito ad Halle (Saale), Sassonia-Anhalt, costruito secondo un progetto dell'architetto Heinrich Seeling e dell'ingegnere Stumpf.

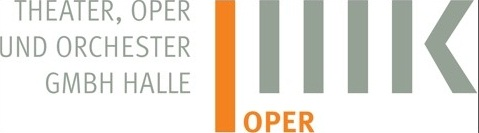
Logo della Opera House Halle

## Storia
In origine denominato Stadttheater von Halle, il teatro fu costruito nel 1886. Un bombardamento aereo il 31 marzo 1945 distrusse gran parte dell'edificio originale, in particolare l'area del palco.

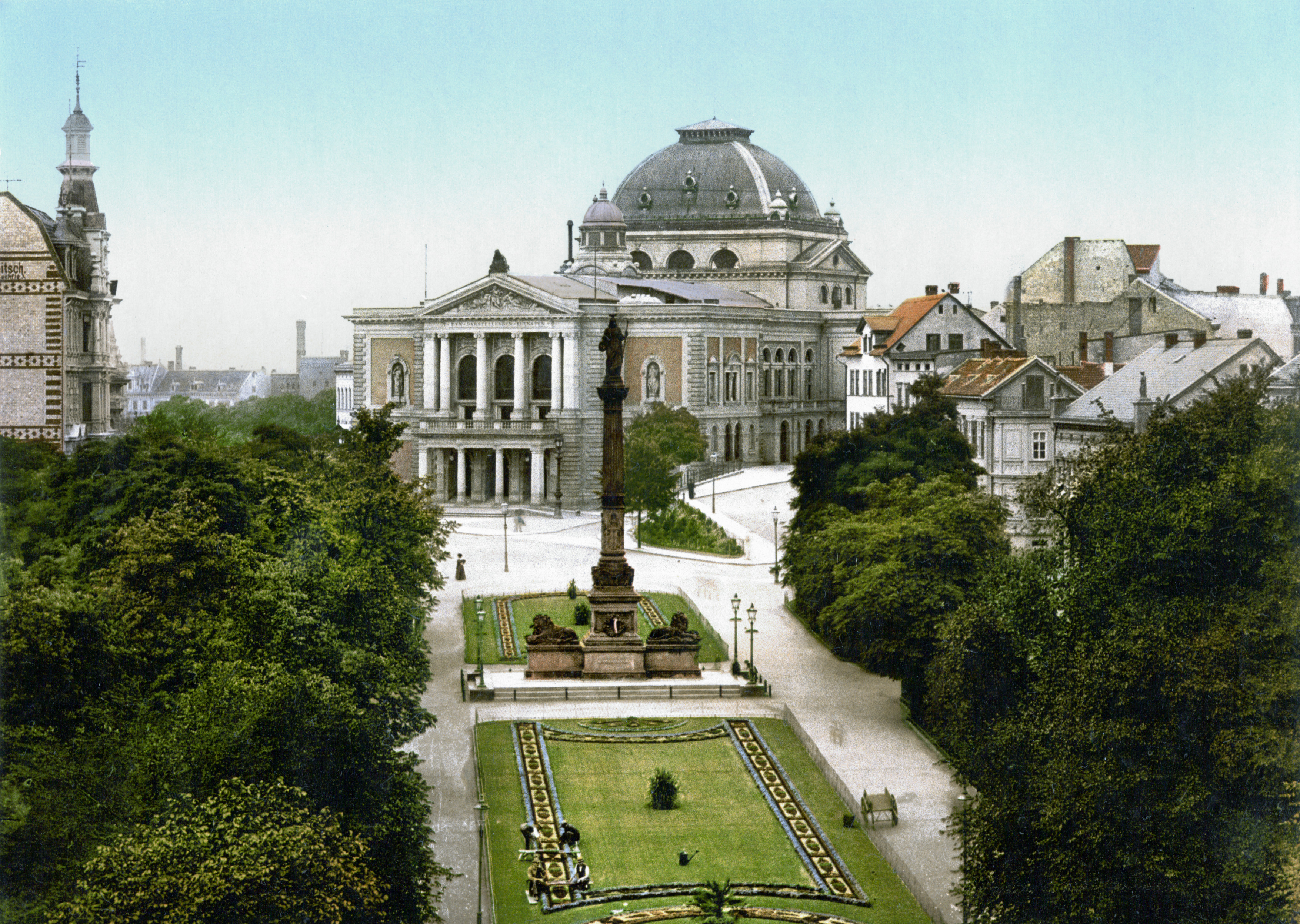
Il teatro nel 1910

Qualche anno più tardi seguirono lavori di restauro; la ricostruzione avvenne sotto la direzione di Kurt Hemmerling. L'edificio ricostruito era intonacato molto semplicemente. Le finestre ad arco al piano superiore della porta d'ingresso modernizzata sono state eliminate ed al loro posto sono state installate finestre rettangolari. Il timpano triangolare ha perso la decorazione scultorea. L'auditorium è stato in gran parte cambiato. Il teatro riaprì nel 1951, come teatro multi-genere, con il nome di Landestheater Halle, con l'opera Fidelio.
Dopo un'ampia modernizzazione, l'Opernhaus ha ricevuto la sua consacrazione musicale il 24 aprile 1968 con un concerto sinfonico per il 65º compleanno del direttore musicale e direttore principale Horst-Tanu Margraf.
Tra gli altri che hanno lavorato nel teatro citiamo: lo Scenografo Rudolf Heinrich, il direttore Heinz Rückert, il direttore Horst-Tanu Margraf e il drammaturgo Waldtraut Lewin. Hanno lavorato nel 1950 con le opere di Händel Ezio, Radamisto, Deidamia, Poro, re delle Indie, Rinaldo (solo per citarne alcune), lavori fondamentali nel Festival Händel di Halle. La squadra ha vinto il Premio Halle Handel. Nel 1980 ci fu un successivo periodo di massimo splendore per quanto concerne Händel sotto il Direttore generale Christian Kluttig ed il regista Peter Konwitschny nel 1980.
L'Opera House offre tutte le linee ed i generi di teatro musicale. Dalla stagione 2011/2012, è artisticamente diretto da Axel Köhler, conosciuto come controtenore e direttore. Con le nuove produzioni annuali delle opere di Georg Friedrich Händel, il figlio più illustre della città, definisce gli standard internazionali di esecuzione. L'ensemble si esibisce anche al Teatro Goethe a Bad Lauchstädt.
Nel complesso, la sala dell'Opernhaus ha 672 posti a sedere, si sviluppa su un piano, con primi e secondi posti e ci sono anche zone riservate ai portatori di handicap.
Nel gennaio del 1992 il nome fu cambiato in quello attuale. Il teatro è attualmente utilizzato per spettacoli di opera, balletto, spettacoli teatrali e concerti orchestrali.
È anche la sede principale delle esecuzioni estive annuali del Festival di Händel che si tiene in città.

## Cantanti importanti
- Anny Schlemm
- Jutta Vulpius
- Irmgard Arnold
- Philine Fischer
- Margarete Herzberg
- Werner Enders
- Franz Stumpf
- Wolfgang Sommer
- Hellmuth Kaphahn
- Günther Leib

## Soci onorari
- Klaus Peter Rauen
- Anny Schlemm